# Centralia/James T. Field Memorial Aerodrome
Centralia/James T. Field Memorial Aerodrome är en flygplats i Kanada.   Den ligger i provinsen Ontario, i den sydöstra delen av landet, 500 km sydväst om huvudstaden Ottawa. Centralia/James T. Field Memorial Aerodrome ligger 247 meter över havet.
Terrängen runt Centralia/James T. Field Memorial Aerodrome är platt. Närmaste större samhälle är South Huron, 3,5 km norr om Centralia/James T. Field Memorial Aerodrome.
Trakten runt Centralia/James T. Field Memorial Aerodrome består till största delen av jordbruksmark. Runt Centralia/James T. Field Memorial Aerodrome är det glesbefolkat, med 14 invånare per kvadratkilometer.